# The String Cheese Incident

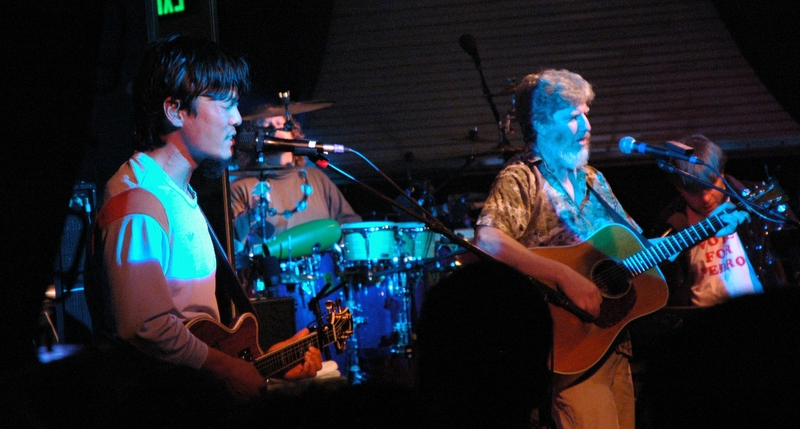
String Cheese Incident bei einem Aufgriff (2005)

Die Musikband The String Cheese Incident (abgekürzt SCI) entstand 1993 in Boulder (Colorado) aus einer Gruppe von ehemaligen Ski- und Snowboardfahrern, die sich auf Après-Ski-Partys mit ihrer Musik etwas Geld verdienten.

## Bandgeschichte
Heute ist sie eine der bekanntesten Jam-Bands der USA. Im Jahr 2004 trat sie auch in Europa auf, unter anderem in Hamburg und München. Im Sommer 2006 führte sie ihr Weg auch nach Japan.
Die Band integriert vielfältige musikalische Stilarten. Country, Folk, Bluegrass lassen sich in ihrer Musik wiederfinden. Aber auch Rock, Jazz und Blues klingen an, Überlängen der Musikstücke sind an der Tagesordnung. Es werden auch Songs anderer Bands integriert; unter anderem Grateful Dead.
Wichtige Titel der Band sind zum Beispiel der Lonesome Fiddle Blues, How Mountain Girl Can Love oder Joyful Sound.
In der Bandphilosophie lassen sich viele Parallelen zu Grateful Dead finden. Der Erfolg der Band beruht unter anderem auch darauf, dass die Fans von Grateful Dead nach dem Tod von Jerry García, dem Sänger und Frontmann der Band, eine Alternative suchten.
Die aktuellen Bandmitglieder sind:
- Keith Moseley (Bass),
- Michael Travis (Schlagzeug, Percussion),
- Kyle Hollingsworth (Piano, Akkordeon),
- Jason Hann (Percussion),
- Michael Kang (Mandoline, Violine, Gitarre) und
- Bill Nershi (Gitarre)

## Diskografie

### Studioalben
- Born on the Wrong Planet (1996)
- A String Cheese Incident (1997)
- Round the Wheel (1998)
- Carnival ’99 (1999)
- Outside Inside (2001)
- Untying the Not (2003)
- One Step Closer (2005)
- Song in My Head (2014)
- Rhythm of the Road Vol. 2 (2015)
- Believe (2017)

Hinzu kommen diverse Videoalben.